# Kazakistan ai Giochi della XXX Olimpiade
Il Kazakistan partecipò ai Giochi della XXX Olimpiade, svoltisi a Londra, Regno Unito, dal 27 luglio al 12 agosto 2012, con una delegazione di 114 atleti impegnati in diciannove discipline.

## Medaglie
| Medaglia | Atleta               | Sport              | Evento                  |
| -------- | -------------------- | ------------------ | ----------------------- |
| Oro      | Aleksandr Vinokurov  | Ciclismo           | Corsa in linea maschile |
| Oro      | Zulfiya Chinshanlo   | Sollevamento pesi  | 53 kg femminile         |
| Oro      | Maiya Maneza         | Sollevamento pesi  | 63 kg femminile         |
| Oro      | Svetlana Podobedova  | Sollevamento pesi  | 75 kg femminile         |
| Oro      | Ilya Ilin            | Sollevamento pesi  | 94 kg maschile          |
| Oro      | Ol'ga Rypakova       | Atletica leggera   | Salto triplo femminile  |
| Oro      | Serik Säpiev         | Pugilato           | Pesi welter             |
| Argento  | Ädilbek Nïyazımbetov | Pugilato           | Pesi mediomassimi       |
| Bronzo   | Daniyal Gadzhiyev    | Lotta greco-romana | 84 kg maschile          |
| Bronzo   | Marina Volnova       | Pugilato           | Pesi medi femminile     |
| Bronzo   | Guzel Manyurova      | Lotta libera       | 72 kg femminile         |
| Bronzo   | Ivan Dyčko           | Pugilato           | Pesi supermassimi       |
| Bronzo   | Aķžürek Tañatarov    | Lotta libera       | 66 kg maschile          |

### Medaglie per disciplina
| Sport             | Oro | Argento | Bronzo | Totale |
| ----------------- | --- | ------- | ------ | ------ |
| Sollevamento pesi | 4   | 0       | 0      | 4      |
| Pugilato          | 1   | 1       | 2      | 4      |
| Lotta             | 0   | 0       | 3      | 3      |
| Ciclismo          | 1   | 0       | 0      | 1      |
| Atletica leggera  | 1   | 0       | 0      | 1      |